# Cinque matti al supermercato
Cinque matti al supermercato (Le grand bazar) è un film del 1973 diretto da Claude Zidi.

## Trama
Quattro amici che lavorano in una fabbrica francese di tagliaerba vengono licenziati e si arrangiano con lavoretti saltuari. Nello stesso tempo il loro amico Émile, che gestisce un piccolo esercizio con caffetteria e vendita di generi alimentari, si trova in difficoltà perché tutti suoi clienti oramai vanno a fare le compere nel nuovo supermercato che è stato aperto proprio di fronte al suo negozio.
I quattro decidono di attuare una concorrenza sleale nei confronti del supermercato, ricorrendo ai mezzi più impensati.
Infine aiutano Emile da una parte a vendere bene il negozio all’asta sabotando la stessa (con dei panini al formaggio filante che non fanno esprimere bene né il battitore, né i partecipanti all’asta, e con un cavo attaccato ad al braccio di un signore che dorme, facendogli alzare lo stesso per far salire la somma battuta) e con una tentata rapina finita male al supermercato (i quattro trovano nel sacco rapinato solo corrispondenza del supermercato). Alla fine Emile, contento della somma ricevuta detratti i debiti dona ai quattro una somma per aprire una officina per moto nel campo di un amico, sennonché anche davanti alla stessa apre una moto officina in grande, e i quattro scappando , gli demoliscono la baracca dove avevano aperto l’attività, promettono vendetta.

## Accoglienza
Il film fu campione d'incassi in Francia e anche in Italia ebbe un discreto successo; il gruppo dei Les Charlots divenne in breve tempo talmente popolare da venire invitato a partecipare al Festival di Sanremo 1974.